# Vektorpotenciál (fizika)
A vektorpotenciál az elektrodinamikában az a vektormennyiség, amelynek rotációja a mágneses indukció.

## Mágneses vektorpotenciál
Az időben állandó áramok által létrehozott stacionárius mágneses teret leíró egyenletek lineáris és izotróp közegben a Maxwell-egyenletek megfelelő egyszerűsítésével:
{\displaystyle \operatorname {rot} {\mathbf {H} }={\mathbf {J} }}
{\displaystyle \operatorname {div} {\mathbf {B} }=0}
{\displaystyle {\mathbf {B} }=\mu \mu _{0}{\mathbf {H} }}
ahol a H a mágneses térerősség, B a mágneses indukció, j az áramsűrűség, és µ és µ0 a közeg és a vákuum permeabilitása, amelyről feltételezzük, hogy térrészenként állandó.
Mivel  H nem örvénymentes, ezért nem állítható elő egy egyértékű skalár potenciál gradienseként. Általános esetben B indukciójú mágneses mezőt az A
vektorpotenciállal jellemezhetünk. Bármely divergenciamentes B vektor előállítható egy alkalmas A vektor, a (mágneses) vektorpotenciál rotációjaként. (SI egysége: T/m = Vs/m) Mivel div rot A = 0, ezek szerint
{\displaystyle \mathbf {B} =\operatorname {rot} \mathbf {A} }
A vektorpotenciált a mezőt gerjesztő áramok (áramsűrűségek) határozzák meg:
{\displaystyle \mathbf {A} (\mathbf {r} )={\frac {\mu _{0}}{4\pi }}\int {\frac {\mathbf {j} (\mathbf {r} ')}{\left|\mathbf {r} -\mathbf {r} '\right|}}\mathrm {d} ^{3}r'\,}

## Elektromos vektorpotenciál
Az elektromos térerősség kifejezhető az {\displaystyle \mathbf {A} =\mathbf {A} (r,t)} elektromos vektorpotenciál rotációjának és az U elektrosztatikus potenciál gradiensének összegeként:
{\displaystyle \mathbf {E} =-\partial _{t}\mathbf {A} -\nabla U}
A forrásmentesség miatt
{\displaystyle \mathrm {div} \ \mathbf {B} =0}      és
{\displaystyle \mathrm {div} \ \mathrm {rot} \ \mathbf {A} =0}.
Ezeket egymásból kivonva, közös divergenciába írva:
{\displaystyle \mathrm {div} \ (\mathbf {B} -\mathrm {rot} \ \mathbf {A} )=0}
teremt kapcsolatot {\displaystyle \mathbf {B} (r)} és {\displaystyle \mathbf {A} (r)} között.
Ebből
{\displaystyle \mathbf {B} =\mathrm {rot} \,\mathbf {A} }
vagyis {\displaystyle \mathbf {B} } az örvénysűrűsége {\displaystyle \mathbf {A} }-nek, ahol az {\displaystyle \mathbf {A} } örvénymező az elektromos vektorpotenciál, aminek csak időben változó elektromos terekben van értelme.

## Mértékszabadság
A Maxwell-egyenletek elektromos és mágneses erőtereit származtathatjuk a skalárpotenciálból (elektrosztatikus potenciálból) és a vektorpotenciálból (mágneses vektorpotenciál). Ezek a potenciálok azonban nem szigorúan meghatározott mennyiségek. Régóta ismert, hogy az elektrosztatikus potenciálhoz hozzá lehet adni egy tetszőleges állandó mennyiséget, ezzel mintegy eltolva a helyzeti energia nullpontját. Az elektromos erőtér és a Maxwell-egyenletek változatlanok maradnak.
Ennél általánosabb szabadság is létezik a potenciálok megválasztásában. Tetszőleges hely- és időfüggésű {\displaystyle \psi (\mathbf {x} ,t)} függvényből kiindulva ennek gradiensét a vektorpotenciálhoz adva, ugyanakkor az inverz fénysebességgel szorzott parciális időderiváltját a skalárpotenciálból levonva az erőterek és a Maxwell-egyenletek változatlanok maradnak. Ezt hívjuk az elektrodinamika mértékszabadságának, a felvázolt transzformációt pedig mértéktranszformációjának.